# Piana Crixia
Piana Crixia (en lígur: A Ciana; en piemontès: Pion) és un comune (municipi) a la província de Savona, a la regió italiana de la Ligúria, situat uns 50 km a l'oest de Gènova i uns 25 km al nord-oest de Savona. A 31 de desembre de 2011 la seva població era de 857 habitants, sobre una superfície de 29.6 km².
Piana Crixia limita amb els següents municipis: Castelletto Uzzone, Dego, Merana, Pezzolo Valle Uzzone, Serole i Spigno Monferrato.

## Ciutats agermanades
Piana Crixia està agermanat amb:
- Saint-Jodard, França (2001)